# Де Пинедо, Франческо
Франческо де Пинедо (16 февраля 1890, Неаполь — 3 сентября 1933, Нью-Йорк) — итальянский лётчик.

## Биография
Родился в 1890 году в Неаполе в богатой аристократической семье, унаследовав титул маркиза. Родители планировали, что он станет адвокатом. Однако де Пинедо поступил на военную службу и в составе Итальянского королевского флота принял участие в Первой мировой войне. В 1917 году он перешёл в недавно созданную авиацию ВМФ. Будучи военным авиатором де Пинедо получил звание майора и был назначен старшим штабным офицером.
В 1925 году выполнял полёт на SIAI S.16 по маршруту Сесто-Календе — Мельбурн — Токио — Рим. Во время полёта пришлось заменить крыло и двигатель, было много трудностей. За этот перелет, первым в мире, был награждён золотой авиационной медалью ФАИ. Также авиатор был повышен до звания полковника.
В 1927 году провёл полёт на Savoia-Marchetti S.55 по маршруту Рим — Кабо-Верде — Буэнос-Айрес — Аризона. 6 апреля 1927 самолёт во время дозаправки загорелся и затонул. 19 апреля двигатели самолёта были извлечены из озера и отправлены в Италию.
В 1928 году де Пинедо, находившемуся на вершине славы как первопроходца дальних перелетов, было поручено возглавить пропагандистский перелёт, организованный итальянским генералом Итало Бальбо. В этом полёте участвовало более 60 самолётов, которые вместе пролетели без происшествий 2816 км вокруг берегов западной части Средиземного моря через Сардинию, Майорку, юг Испании и Франции.
В 1930 году Бальбо организовал новый авиаполёт, где приняли участие 35 летающих лодок SM.55. В ходе этого полета в восточной части Средиземного моря и в Чёрном море итальянские самолеты преодолели расстояние длиной более 5300 км. В этом перелёте участвовал и Бальбо, но он вновь назначил де Пинедо, планировать и вести полёт. Летающие лодки посетили Афины, Стамбул, Варну, Констанцу в Румынии и Одессу.
3 сентября 1933 года должен был начаться полёт длиной 6300 миль из Нью-Йорка в Багдад на моноплане «Сент-Люсия», но Франческо не смог взлететь. В столкновении с сетью на краю трека были сломаны крылья и де Пинедо был выброшен. Он погиб в огне загоревшегося топлива. Похороны состоялись в торжественной форме в кафедральном соборе святого Патрика в Нью-Йорке, его тело было возвращено в Италию.

### Видео
Видео о последнем полёте